# Antyeshti

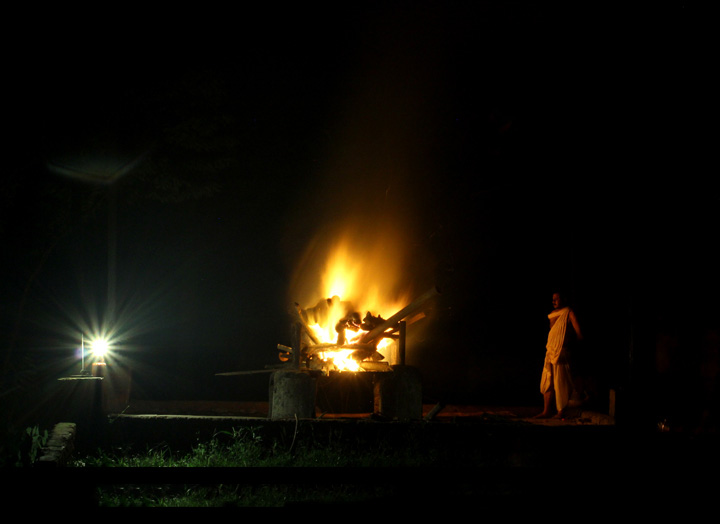
Une crémation hindoue.

Pour les cérémonies funéraires dans le sikhisme, voir Antam Sanskar.
L'antyeshti (IAST: antyeṣṭi, devanāgarī:अन्त्येष्टि) est la cérémonie funéraire dans l'hindouisme, un des rites principaux de cette foi, rites regroupés sous le nom de samskaras. 
Selon la tradition, après la toilette du mort, on lui met un vêtement neuf et une guirlande de fleurs, puis son corps est brûlé sur un bûcher allumé par le fils aîné. Cependant suivant les régions, les rites peuvent varier. 
Il y a quinze étapes à suivre pour cet adieu comme une procession sur un char et une invocation du dieu Agni lors de la crémation en elle-même. Les cendres peuvent être alors dispersées dans un fleuve. Certains croyants tels les grands yogis sont simplement mis dans le lit d'une rivière. Le plus important est la transition entre les deux vies. Pour l'hindou, l'essentiel est l'illumination, le moksha; cet échange d'enveloppe corporelle que représente la mort est donc primordial afin d'atteindre l'éveil au plus vite en ayant une meilleure réincarnation. La tristesse pour un enterrement est comme la joie d'une naissance: ces sentiments ne doivent pas atteindre le cœur du vrai croyant. Des offrandes comme des fleurs peuvent être faites aux dieux, dans un temple, pour l'occasion.[réf. nécessaire]